# Microcentrum minus
Microcentrum minus är en insektsart som beskrevs av Strohecker 1952. Microcentrum minus ingår i släktet Microcentrum och familjen vårtbitare. Inga underarter finns listade i Catalogue of Life.